# Fada'iyan-e Islam
Fadā'iyān-e Islam (em persa: فدائیان اسلام, também escrito como Fadayan-e Islam ou em inglês "Fedayeen of Islam" ou "Devotees of Islam" ou literalmente "Self-Sacrificers of Islam" ) é um grupo fundamentalista xiita no Irã com uma forte orientação política ativista e terrorista.      O grupo foi fundado em 1946 e registrado como partido político em 1989. Foi fundada por um estudante de teologia apelidado de Navvab Safavi. Safavi procurou purificar o Islã no Irã, livrando-o de "indivíduos corruptos" por meio de assassinatos cuidadosamente planejados de certas figuras políticas e intelectuais importantes. 
O grupo executou uma série de assassinatos bem-sucedidos (o autor Ahmad Kasravi, ministro do tribunal (e ex-primeiro-ministro) Abdolhossein Hazhir, o primeiro-ministro Haj Ali Razmara, o ex-ministro da educação Abdul Hamid Zangene ) e tentativas de assassinato (o xá do Irã, ministro das Relações Exteriores Hossein Fatemi) e conseguiu libertar alguns de seus assassinos da punição com a ajuda dos poderosos apoiadores clericais do grupo. Mas eventualmente o grupo foi reprimido e Safavi executado pelo governo iraniano em meados da década de 1950. O grupo sobreviveu como partidário do aiatolá Khomeini e da Revolução Iraniana.   

## História

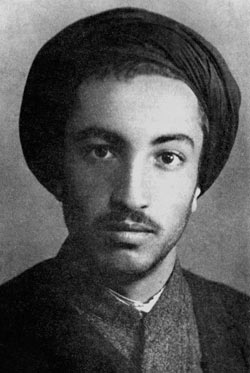
Navvab Safavi, fundador do Fadayan-e Islam

O grupo fazia parte de uma "crescente mobilização nacionalista contra a dominação estrangeira" no Oriente Médio após a Segunda Guerra Mundial, e foi dito que pressagiava grupos terroristas islâmicos mais famosos.  Diz-se que seus membros eram jovens empregados nos "escalões inferiores do bazar de Teerã". Seu programa ia além das generalidades sobre seguir a sharia para exigir proibições de álcool, tabaco, ópio, filmes, jogos de azar, uso de roupas estrangeiras, a imposição da amputação de mãos de ladrões e o uso de véu nas mulheres, e a eliminação do currículo escolar de todos os assuntos não-muçulmanos, como música. 

### Ascenção
Seu primeiro assassinato foi de um autor nacionalista e anticlerical chamado Ahmad Kasravi, que foi esfaqueado e morto em 1946. Diz-se que Kasravi foi alvo da demanda do aiatolá Khomeini em seu primeiro livro, Kashf al Asrar (Chave para os Segredos), de que "todos aqueles que criticaram o Islã" são mahdur ad-damm, (o que significa que seu sangue deve ser derramado por os fiéis).  O autor iraniano secularista Amir Taheri argumenta que Khomeini estava intimamente associado a Navvab Safavi e suas ideias, e que a afirmação de Khomeini "equivale a uma sentença de morte virtual em Kasravi". 
Hussein Emami, o assassino e membro fundador do Fada'iyan, foi prontamente preso e condenado à morte pelo crime. A intelligentsia iraniana uniu-se para pedir que ele fosse um exemplo. Emami, no entanto, foi poupado da forca. Segundo Taheri, ele despertou defensores religiosos e usou seu prestígio como seyyed, ou descendente do profeta islâmico Maomé, para exigir que fosse julgado por um tribunal religioso. Khomeini e muitos do clero xiita pressionaram o xá a conceder o perdão a Emami, aproveitando-se das dificuldades políticas do xá na época, como a ocupação da província do Azerbaijão pelas tropas soviéticas. O próprio Khomeini pediu perdão ao Xá. 
Em novembro de 1949, o grupo matou o ministro do tribunal (e ex-primeiro-ministro) Abdolhossein Hazhir.  Em 7 de março de 1951, o primeiro-ministro Haj Ali Razmara foi assassinado, em retaliação por seu conselho contra a nacionalização da indústria do petróleo.   Três semanas depois, o ex-ministro da Educação Abdul Hamid Zangeneh foi assassinado pelo grupo. Diz-se que o assassinato de Razmara afastou o Irã "de um espírito de compromisso e moderação em relação ao problema do petróleo" e "assustou tanto as classes dominantes que concessão após concessão foi feita a demandas nacionalistas em uma tentativa de pacificar o público intensamente excitado indignação."  Uma tentativa de assassinato do xá Mohammad Reza Pahlavi, em 4 de fevereiro de 1949, foi realizada por Fakhr-Arai; Fakhr-Arai foi inicialmente atribuído a ser um membro do partido comunista Tudeh do Irã,  mas mais tarde descobriu-se que ele provavelmente era um membro fundamentalista religioso do Fada'iyan-e Islam.  
Além de Emami, Khalil Tahmasebi, o assassino de Razmara, também foi perdoado pelo Parlamento iraniano durante o governo de Mohammad Mossadegh.  O aiatolá Abol-Ghasem Kashani, um poderoso membro do parlamento e um apoiador do Fadayan, "arranjado para que uma lei especial fosse aprovada anulando a sentença de morte de Tahamsebi e declarando-o (Tahamsebi) como um soldado do Islã,"  para maior consternação dos secularistas iranianos. No entanto, após a queda de Mossaddegh Tahmasebi foi preso novamente e julgado em 1952.  Ele foi condenado à morte e executado em 1955.  Além disso, o aiatolá Kashani encerrou sua aliança com Mossadegh e se aproximou do xá após o assassinato.  
Embora os Fada'iyan apoiassem fortemente a nacionalização da indústria petrolífera estrangeira do Irã, eles se voltaram contra o líder do movimento de nacionalização, Mohammad Mossadeq, quando ele se tornou primeiro-ministro, por causa de sua recusa em implementar a lei sharia e nomear islâmicos estritos para altos cargos. posições.  O perigo do Fada'iyan "foi um dos principais fatores responsáveis pela decisão de Mosaddeq de mudar o gabinete do primeiro-ministro para sua própria residência".  Outra tentativa de assassinato em 15 de fevereiro de 1952 feriu gravemente Hossein Fatemi, "o dinâmico e capaz assessor de Mosaddeq" e ministro das Relações Exteriores. Isso deixou Fatemi "gravemente ferido e efetivamente incapacitado por quase oito meses". A tentativa de assassinato foi planejada pelo segundo em comando do grupo, Abolhossein Vahedi, e executada por um adolescente do grupo. 

### Repressão
Em 1955, Navvab Safavi e "outros membros dos Fedayeen do Islã, incluindo Emami", foram executados.  O grupo continuou, no entanto, voltando-se, de acordo com o autor Baqer Moin, para o aiatolá Khomeini como um novo líder espiritual,  e supostamente sendo "reconstruído" pelo discípulo de Khomeini e, posteriormente, pelo controverso "juiz enforcado", Sadegh Khalkhali.  Acredita-se que tenha realizado o assassinato do primeiro-ministro iraniano Hassan Ali Mansour em 1965. Mansour teria sido "julgado" por um tribunal islâmico secreto, composto pelos seguidores de Khomeini, Morteza Motahhari e Ayatollah Mohammad Beheshti, e condenado à morte "sob a acusação de 'guerrear contra Alá', como simbolizado pela decisão" de enviar Khomeini para o exílio. Os três homens que executaram a "sentença" - Mohammad Bokara'i, Morteza Niknezhad e Reza Saffar-Harandi - "foram presos e acusados como cúmplices", mas a história do julgamento e da sentença não foi revelada até depois da revolução. 

### Revolução e República Islâmica
Durante a Revolução Iraniana de 1979, alguns dos objetivos do Fada'iyan foram praticados pela República Islâmica do Irã, embora de forma modificada. O que significa que há semelhanças entre a República Islâmica do Irã e as visões de Fada'iyan sobre questões como justiça islâmica, direito das minorias e mulheres, lugar dos pobres, posição do clérigo na sociedade islâmica, atitude em relação a potências estrangeiras, etc. A mentalidade de Fada'iyan nessas questões é mais bem atendida por algumas organizações no novo Irã, como a Fundação dos Empobrecidos ( Bonyād-e mostażʿafān ), Guarda Revolucionária ( Sepāh-e pāsdārān-e enqelāb-e Eslāmī ), o presidente do Discricionário Conselho ( Šūrā-ye maṣleḥat-e neẓām ), etc. 

## Membros
Estas pessoas são os membros principais do grupo: 
- Navab Safavi, líder do grupo Fadayan-e Islam
- Mozafar Zolghadr: Ele era da cidade de Karasf, no condado de Khodabandeh, província de Zanjan. Mozafar nasceu em uma família rural e religiosa. Mozafar Zolghadr decidiu assassinar Hossein Ala', mas sua arma não disparou. Depois disso, ele prendeu e executou. [37] [38]
- Seyyed Muhammad Vahedi
- Khalil Tahmasebi, o membro do Fada'iyan-e Islam que assassinou o primeiro-ministro iraniano Haj Ali Razmara em março de 1951. [39] Ele foi descrito como um "fanático religioso" pelo The New York Times [40] e foi executado em 1955. [41] [42]
- Jafar Shojouni
- Seyyed Mehdi Tabatabaei